# Großbartloff
Großbartloff (letteralmente: «Bartloff grande», in contrapposizione alla vicina Kleinbartloff – «Bartloff piccola») è un comune di 913 abitanti della Turingia, in Germania.
Appartiene al circondario (Landkreis) dell'Eichsfeld (targa EIC) ed è parte della comunità amministrativa (Verwaltungsgemeinschaft) di Westerwald-Obereichsfeld.